# 88×31-webknop
De 88×31-webknop was een populair formaat voor webknoppen in de begindagen van het World Wide Web omstreeks eind jaren 90. Deze werden gebruikt om kleine afbeeldingen weer te geven die naar andere websites of diensten linkten. De meest voorkomende beeldformaten die voor deze knoppen werden gebruikt waren GIF en PNG, die transparantie en animatie mogelijk maakten.

## Oorsprong
Het is niet duidelijk waarom de grootte van 88 bij 31 pixels werd gekozen, maar enkele mogelijke verklaringen zijn:
- Het is een veelvoud van 8, wat het makkelijker maakte om op een raster uit te lijnen.
- Het is klein genoeg om op één regel tekst weer te geven, maar ook groot genoeg om details weer te geven.
- Het was een compromis tussen het standaard-bannerformaat van 468×60 en de kleinere pictogramformaat van 16×16.
- Het werd beïnvloed door de grootte van creditcardlogo's of andere bestaande afbeeldingen.[1]

Het eerste bekende voorbeeld van de grootte 88×31 voor knoppen was op de nu verdwenen website LinkExchange (ILE), dit was een directory van websites die ermee instemden om een knop weer te geven die naar andere websites in de directory linkte. De grootte 88×31 werd gekozen omdat het klein genoeg was om op de meeste webpagina's te passen, maar groot genoeg om gemakkelijk zichtbaar te zijn. De beeldverhouding van 88:31 werd gekozen om de knoppen er ongeveer vierkant uit te laten zien, wat belangrijk was voor het behouden van een strakke en consistente look op websites die veel van deze knoppen weergaven.
Een andere bron van deze knoppen was GeoCities, dat destijds de grootste aanbieder van persoonlijke hosting was. GeoCities vereiste dat alle gratis hostinggebruikers ergens op de pagina een link terug naar GeoCities hadden. Ze boden verschillende opties aan voor deze links, waaronder 88×31-knoppen. Later zijn gebruikers van deze dienst hun eigen knoppen gaan maken om de het standaarduiterlijk te vervangen.

## Gebruik en voorbeelden
Deze knoppen werden erg populair en wijdverspreid op het web, en veel websites maakten hun eigen versies ervan. Sommige websites verzamelden en toonden zelfs duizenden van deze knoppen uit verschillende bronnen. Deze knoppen werden vaak gebruikt om affiliatie, steun of goedkeuring van andere websites of diensten te tonen.
Een voorbeeld was Yahoo!, dat verschillende advertentieformaten ondersteunde voor uitgevers en adverteerders. Een van deze formaten is de Micro Bar (88×31), die wordt omschreven als "een kleinere versie van een standaard banneradvertentie" die kan worden gebruikt voor "het adverteren van producten of diensten met minimale tekst".
Sommige andere toepassingen van deze knoppen hadden te maken met webbrowsers en plugins. In de begindagen van het web hadden verschillende browsers verschillende functies en mogelijkheden, en sommige websites gebruikten specifieke HTML-tags of scripts die alleen konden worden bekeken in bepaalde browsers zoals Netscape Communicator en Internet Explorer. Om dit aan te geven, gebruikten sommige websites 88×31-knoppen die zeiden "Best viewed in..." gevolgd door de naam en het logo van de browser. Deze knoppen waren bedoeld om gebruikers aan te moedigen om over te schakelen naar een andere browser of hun huidige browser bij te werken.
Een ander gebruik was gerelateerd aan plugins zoals Adobe Flash Player, die interactieve en multimediale inhoud op webpagina's mogelijk maakten. Sommige websites gebruikten 88×31-knoppen met het opschrift "Get Flash Player" of "Download Flash Player" om gebruikers naar de installatie of update van de plug-in te leiden. Deze knoppen waren vaak geanimeerd of hadden geluidseffecten om de aandacht te trekken.

## Afname gebruik
Maar naarmate het webdesign evolueerde en geavanceerder werd, verloren deze knoppen geleidelijk aan hun aantrekkingskracht en relevantie. Ze werden vervangen door modernere en dynamischere elementen zoals CSS-knoppen, socialemediaiconen, of badges. Vanaf eind jaren nul worden deze knoppen vooral gezien als nostalgische overblijfselen van het vorige webtijdperk. De opvolger kan gezien worden als de 80×15 webknop uit begin jaren nul.